# 安徽省語言文字工作委員會
安徽省语言文字工作委员会，簡稱安徽省語委，主管安徽省的語言文字工作。按2010年任命，省政府副省长兼任省語委主任谢广祥，省政府副秘书长副主任张武扬和省教育厅厅长程艺兼任省語委副主任。其下轄機構合肥市语委成立于1984年。